# Michael Mästlin
Michael Mästlin, Maestlin, též Möstlin (30. září 1550, Göppingen – 20. října 1631, Tübingen) byl německý matematik a astronom. Je znám jako učitel Johanese Keplera.
Studoval na evangelické škole v Tübingenu teologii, matematiku a astronomii/astrologii. V roce 1571 získal titul magistra a od roku 1576 byl jáhnem v Backnangu, kde si prohloubil své vědecké poznání. Od roku 1580 působil jako profesor na univerzitě v Heidelbergu a od roku 1583 na univerzitě v Tübingenu.
Mästlin byl zastáncem Koperníkových heliocentrických představ. Podle Koperníkova životopisu od Pierra Gassendiho (1654) znal Koperníkovo životní dílo De Revolutionibus Orbium Coelestium a stal se jedním z jeho prvních zastánců.
Byl Keplerovým učitelem i přítelem a ačkoli vyučoval především tradiční geocentrický ptolemaiovský pohled na sluneční soustavu, seznámil Keplera s Koperníkovým heliocentrickým systémem.
Bývá mu také připisováno, že přesvědčil Galilea Galileiho o svém učení, ačkoliv Galilea s Koperníkovým dílem dříve seznámil Christian Wursteisen z Basileje.
Jako první vypočítal hodnotu zlatého řezu – přibližně 0,6180340, o čemž napsal Keplerovi v roce 1597. Vedle Leonarda da Vinciho a Keplera bývá považován za jednoho z prvních, kteří vysvětlili popelavé světlo Měsíce (jako odraz slunečního světla Zemí). Také tvrdil, že komety (jako kometa z roku 1577) nejsou žádné sublunární ani atmosférické projevy.
V roce 1961 byl po něm pojmenován kráter na Měsíci.

## Dílo (výběr)
- Observatio et demonstratio cometae aetherei, qui anno 1577 et 1578 ... apparuit, Tübingen 1578
- Consideratio et observatio cometae aetherei astronomica, qui anno 1580... apparuit, Heidelberg 1581
- Epitome Astronomiae, Heidelberg 1582
- De astronomiae hypothesibus sive de circulis spharicis et orbibus theoricis disputatio, Heidelberg 1582
- Nothwendige und gründtliche Bedenckhen von dem... Kalender, Heidelberg 1584
- Alterum examen novi pontificialis Gregoriani Kalendarii, Tübingen 1586
- Defensio alterius sui examinis, Tübingen 1588
- Tres disputationes astronomicae et geographicae, Tübingen 1592
- Disputatio de eclipsibus solis et lunae, Tübingen 1596